# Bathygobius smithi
Bathygobius smithi es una especie de peces de la familia de los Gobiidae en el orden de los Perciformes.

## Distribución geográfica
Se encuentran en Sudáfrica, Reunión, India y Sri Lanka.

## Observaciones
Es inofensivo para los humanos.